# 真野岩夫
真野 岩夫（まの いわお、1927年（昭和2年）11月28日 - 2014年5月27日）は日本の画家。京都市立芸術大学名誉教授、国画会会員。抽象絵画を得意とした。正四位。
京都府出身、京都市立美術大学卒業。1953年より京都市立芸術大学で教鞭をとり1988年（昭和63年）から1992年（平成4年）までの4年間、大学院美術研究科長を務めロイヤル・カレッジ・オブ・アートとの間の交流協定締結に力を尽くした。1993年（平成5年）3月に退職。同年4月から同大名誉教授。2007年（平成19年）に瑞宝中綬章を受章した。
2009年（平成21年）、京都市在住の長男より滋賀県長浜市に抽象画14点が寄贈された。